# Kusa

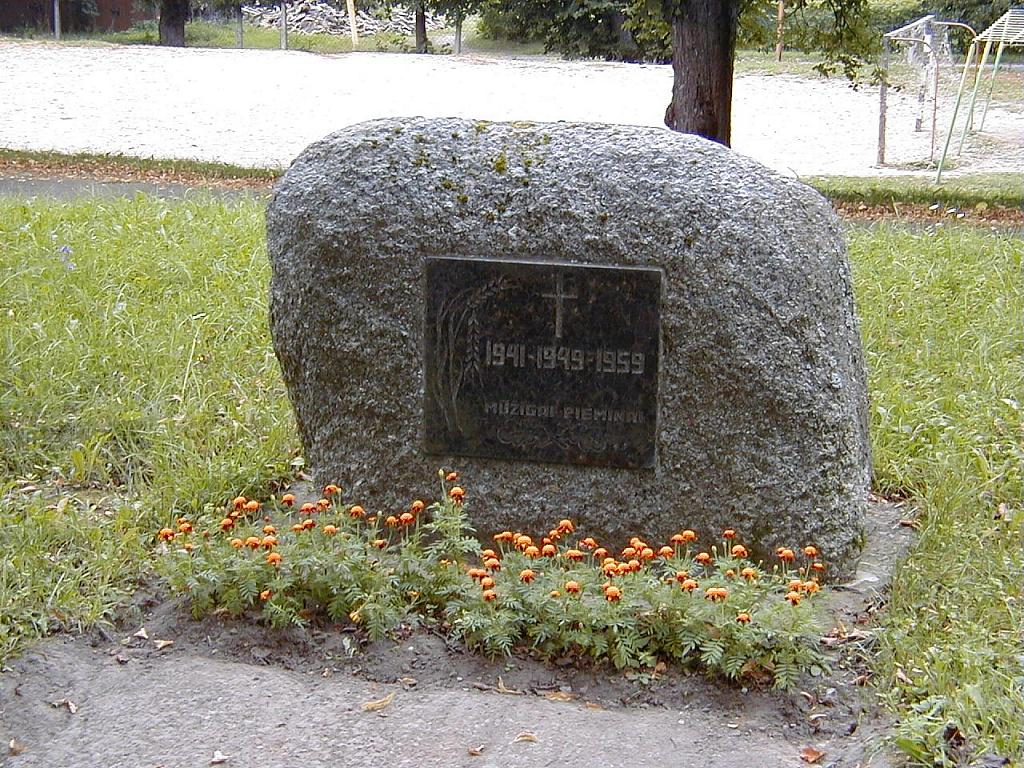
Kusa, monument aux déportés.

Kusa est une localité située dans la municipalité de Madona en Lettonie. C'est le centre administratif de la paroisse d'Arona. Située sur les bords de Kapupīte, à  8 km de Madona et à 157 km de Riga.